# Owen Heary
Owen Heary (Dublin, 4 oktober 1976) is een Iers voetballer die uitkomt voor Bohemian FC.
Heary won vijf titels gewonnen met Shelbourne. Bij dat team maakte hij in september 1998 ook zijn professioneel debuut, tegen Finn Harps op Tolka Park. Voorheen kwam hij uit voor Home Farm FC. Hij maakte samen met trainer Dermot Keely de overstap naar Shelbourne. In het seizoen 2001/2002 werd hij door zijn collega’s uitgeroepen tot ‘’Voetballer van het jaar’’. Op 22 januari 2007 werd op een persconferentie meegedeeld dat Heary vanaf dat moment zou uitkomen voor rivaal Bohemians.